# Euichthyosauria
De Euichthyosauria zijn een groep uitgestorven zeedieren, behorend tot de Ichthyosauria, die leefde tijdens het Mesozoïcum.
In 1999 definieerde Ryosuke Motani een klade Euichthyosauria als de groep bestaande uit alle Merriamosauria die nauwer verwant zijn aan Ichthyosaurus communis dan aan Shastasaurus pacificus. De naam betekent: de 'ware ichthyosauriërs'.
Motani wist enkele gedeelde afgeleide kenmerken, synapomorfieën, van de groep vast te stellen. Het opperarmbeen heeft onderaan facetten voor het contact met het spaakbeen en de ellepijp welke ongeveer even lang zijn. De tanden zijn niet meer vergroeid met de onderkaak.
Tot de euichthyosauriërs behoren de meeste afgeleide soorten van de ichthyosauriërs. Het gaat om vormen die de klassieke bouw hebben die met de groep wordt geassocieerd: die van een moderne dolfijn. De groep ontstond in het Trias en stierf uit in het vroege Laat-Krijt.